# Padenia bifasciata
Padenia bifasciata là một loài bướm đêm thuộc phân họ Arctiinae, họ Erebidae.